# ドナルド・C・アレクサンダー
ドナルド・クリッチトン・アレクサンダー（Donald Crichton Alexander、1921年5月22日 - 2009年2月2日）は、アメリカ合衆国の税務専門の弁護士。ニクソン政権下で国内国歳入庁長官となり、ジミー・カーター政権の初期まで在職した。

## 経歴
アレクサンダーは、アーカンソー州パインブラフに生まれた。
長じて、1942年にイェール・カレッジを卒業したが、折からの第二次世界大戦に際し陸軍に入ってヨーロッパ戦線に砲兵隊の一員として従軍し、ブロンズスターやシルバースターを受章した。1948年にハーバード・ロー・スクールを修了した後、税務専門の弁護士として経歴を重ね、ワシントンD.C.の法務事務所であるコヴィントン&バーリングに1954年まで務めた後、1973年までシンシナティで弁護士として活動していた。
アレクサンダーは、アメリカ合衆国大統領リチャード・ニクソンによって、1973年5月に内国歳入庁長官に任じられ、ジミー・カーター政権の初期にあたる1977年5月に交代するまで、その職にあった。
アレクサンダーは、ニクソンがアメリカ合衆国内国歳入庁 (IRS) を使って自身の政敵たちに税務調査を仕掛けようと試みた際に抵抗し、その結果、ニクソンは彼を解任しようと様々な試みを重ねることになった。長官に就任した初期、アレクサンダーは、政権や、そのベトナムに関わる政策を非難していた人々を追及するために設けられていたIRSの特命スタッフ (the IRS Special Service Staff) を廃止した。そこでは、極左、極右の「悪質 (notorious)」とされた3000団体、8000人の個人が調査対象に挙げられてたという。また、他の省庁から納税者に関する情報の提供を求められたときにも、アレクサンダーは強くこれを拒み、1976年には納税者の情報の秘密保護を強化する法改正を実現させた。
その後、アレクサンダーは弁護士の仕事に戻り、死去するまでエイキン・ガンプに在職していた。

## 遺されたもの
アレクサンダーは、税務に関する法律実務家として模範的な文書作成技術をもっていたとされている。連邦弁護士協会は、法学を学ぶ学生を対象として実施している税務に関する懸賞論文の行事を、アレクサンダーの名を冠して「Donald C. Alexander Tax Law Writing Competition」と称している。